# Мієський університет
Мієський університет (яп. 三重大学, みえだいがく; англ. Mie University) — державний університет у Японії. Розташований за адресою: префектура Міє, місто Цу, квартал Куріма, Ямачі 1577. Відкритий у 1949 році на базі Мієського аграрного коледжу. Скорочена назва — Міє́-да́й (яп. 三重大, みえだい).

## Факультети
- Гуманітарний факультет (яп. 人文学部)
- Педагогічний факультет (яп. 教育学部)
- Медичний факультет (яп. 医学部)
- Інженерно-технічний факультет (яп. 工学部)
- Біологічно-ресурсний факультет (яп. 生物資源学部)

## Аспірантура
- Гуманітарно-соціологічна аспірантура (яп. 人文社会科学研究科)
- Педагогічна аспірантура (яп. 教育学研究科)
- Інженерно-технічна аспірантура (яп. 工学研究科)
- Аспірантура медичних наук (яп. 医学系研究科)
- Аспірантура біологічних наук і ресурсознавста (яп. 生物資源学研究科)
- Аспірантура регіональних інновацій (яп. 地域イノベーション学研究科)